# Capel
Capel è una città situata nella regione di South West, in Australia Occidentale; essa si trova 212 chilometri a sud di Perth ed è la sede della Contea di Capel.

## Storia
La zona su cui sorge Capel venne abitata dagli europei sin dalla prima metà del XIX secolo, dopo che John Bussell trovò il Capel River nel 1836 (su cui è stata poi fondata la città) e lo battezzò col nome di una sua cugina. Nel 1844 venne stabilito un insediamento cui venne dato il nome Coolingnup, rispettando il nome tradizionale con cui era conosciuto presso gli aborigeni noongar. Solo nel 1899 il nome venne mutato nell'odierno Capel.
L'economia di Capel si basa, come quando venne fondata, su di un'attività prevalentemente agricola, anche se recentemente sono diventati importanti sia l'industria mineraria (con l'estrazione di sabbie minerali) che il turismo.